# Jonathan Lord
Jonathan George Caladine Lord (né le 17 septembre 1962) est un homme politique du parti conservateur britannique qui est député pour la circonscription de Woking de 2010 à 2024.

## Biographie
Né en 1962 de John Herent Lord, juge de circuit et Ann Lord (née Caladine), il fait ses études à Shrewsbury School, avec une bourse d’un an à la Kent School, dans le Connecticut. Il obtient un baccalauréat en histoire du Merton College d'Oxford en 1985 et est président de l'association conservatrice de l'université d'Oxford dans le mandat de Michaelmas de 1983.
Il a une formation en marketing après avoir été administrateur de Saatchi & Saatchi pendant deux ans. Il est l'un des 13 vice-présidents du Debating group.
Membre du conseil municipal de Westminster (1994-2002), il se présente sans succès au Parlement à Oldham West et Royton en 1997 devenant vice-président du conseil de Westminster entre 1998 et 2000. Aux élections générales de 2005, il dirige la campagne électorale pour la parlementaire Anne Milton, devenant ensuite président de son association locale de conservateurs à Guildford et devient membre du conseil du comté de Surrey de 2009 à 2011.
Il est choisi pour se présenter au siège de Woking par le parti conservateur en 2009. Il succède à Humfrey Malins, député conservateur qui ne s'est pas représenté lors de cette élection.